# Rhinella magnussoni
Rhinella magnussoni é uma espécie de anfíbio da família Bufonidae. Endêmica do Brasil, pode ser encontrada apenas na localidade-tipo no município de Belterra, no estado do Pará.